# Dobrodzień (plaats)
Dobrodzień (Duits: Guttentag) is een stad in het Poolse woiwodschap Opole, gelegen in de powiat Oleski. De oppervlakte bedraagt 19,46 km², het inwonertal 4272 (2005). Sinds 2009 is de stad tweetalig (Pools en Duits).

## Geschiedenis

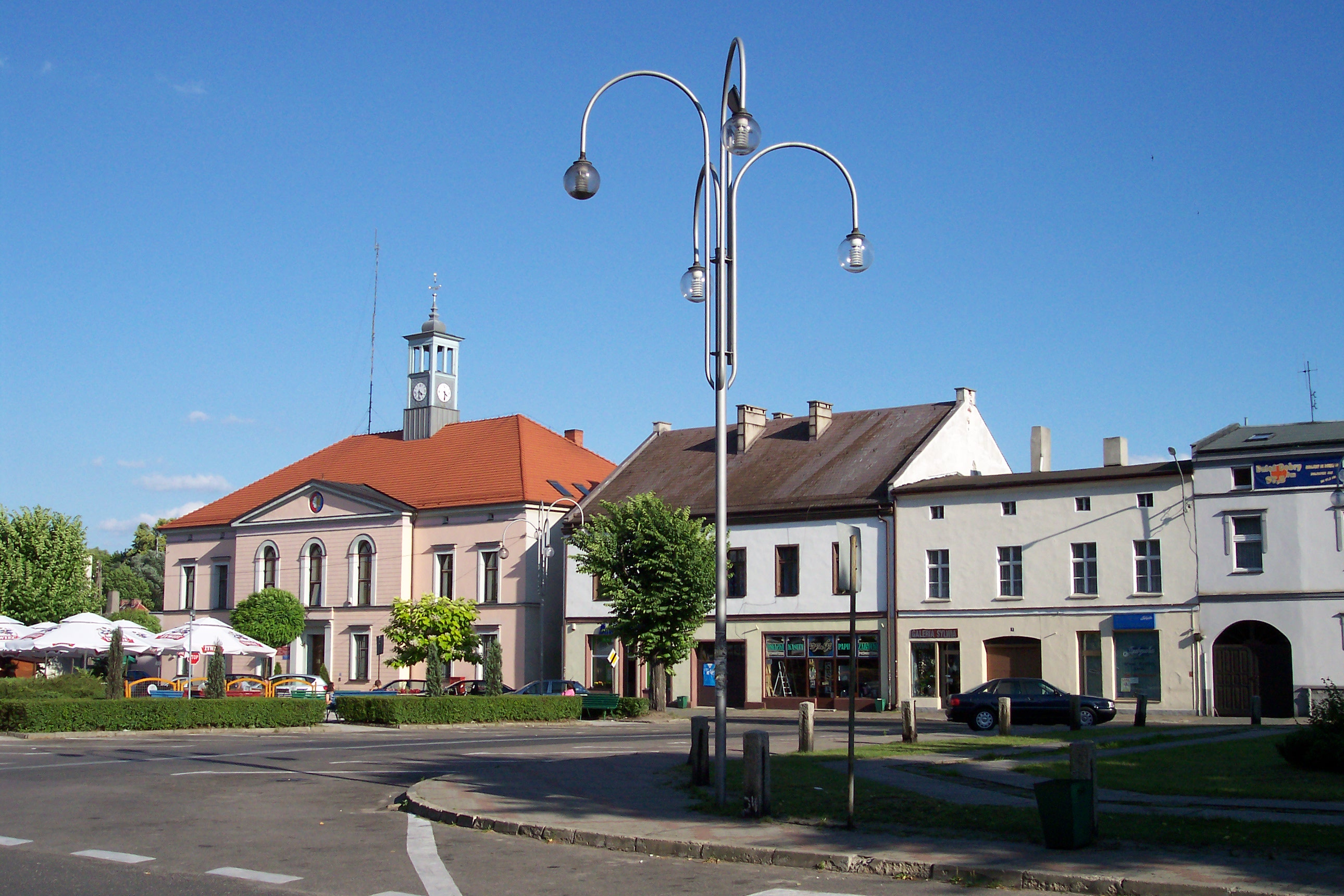
Stadhuis

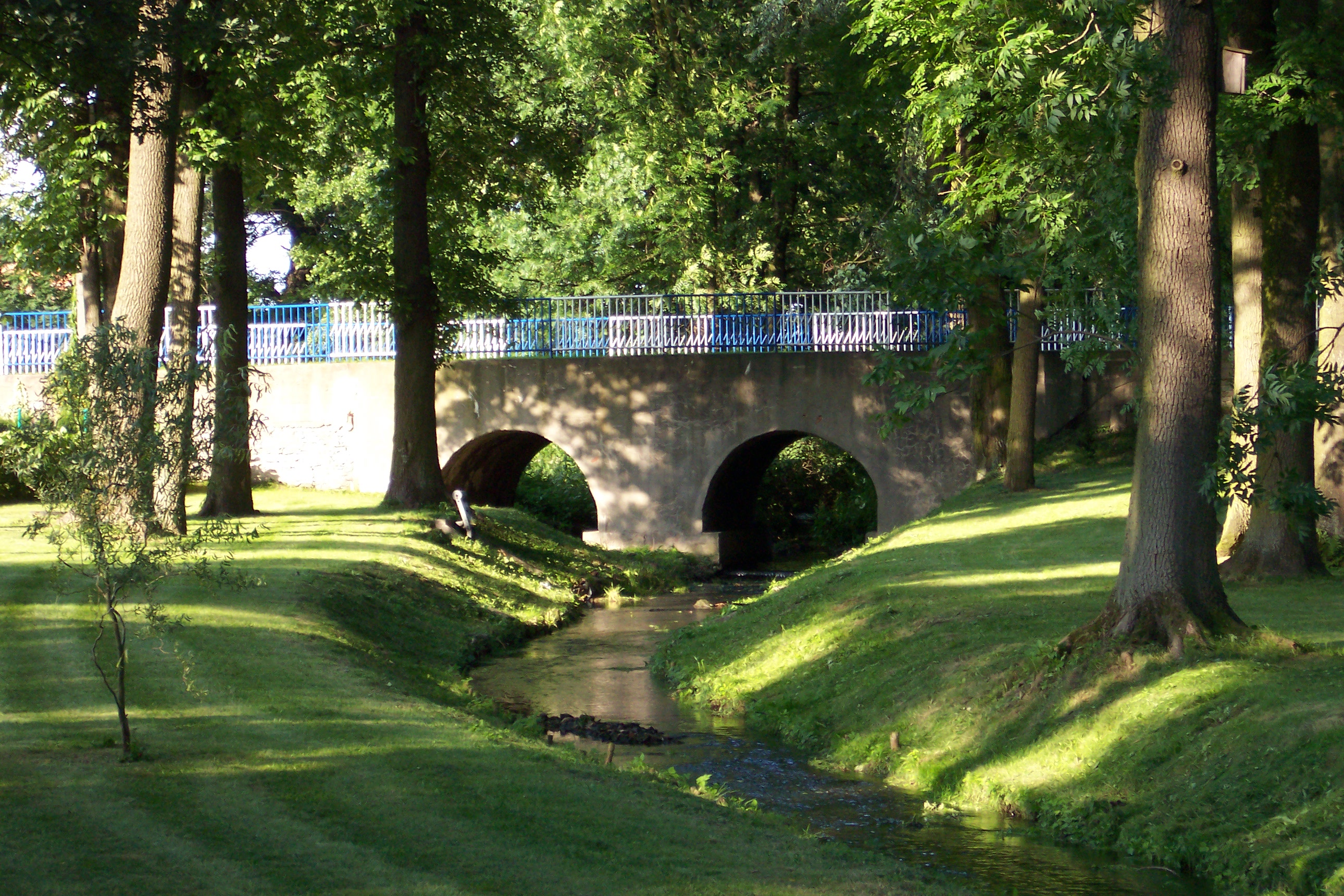
Brug uit de zeventiende eeuw

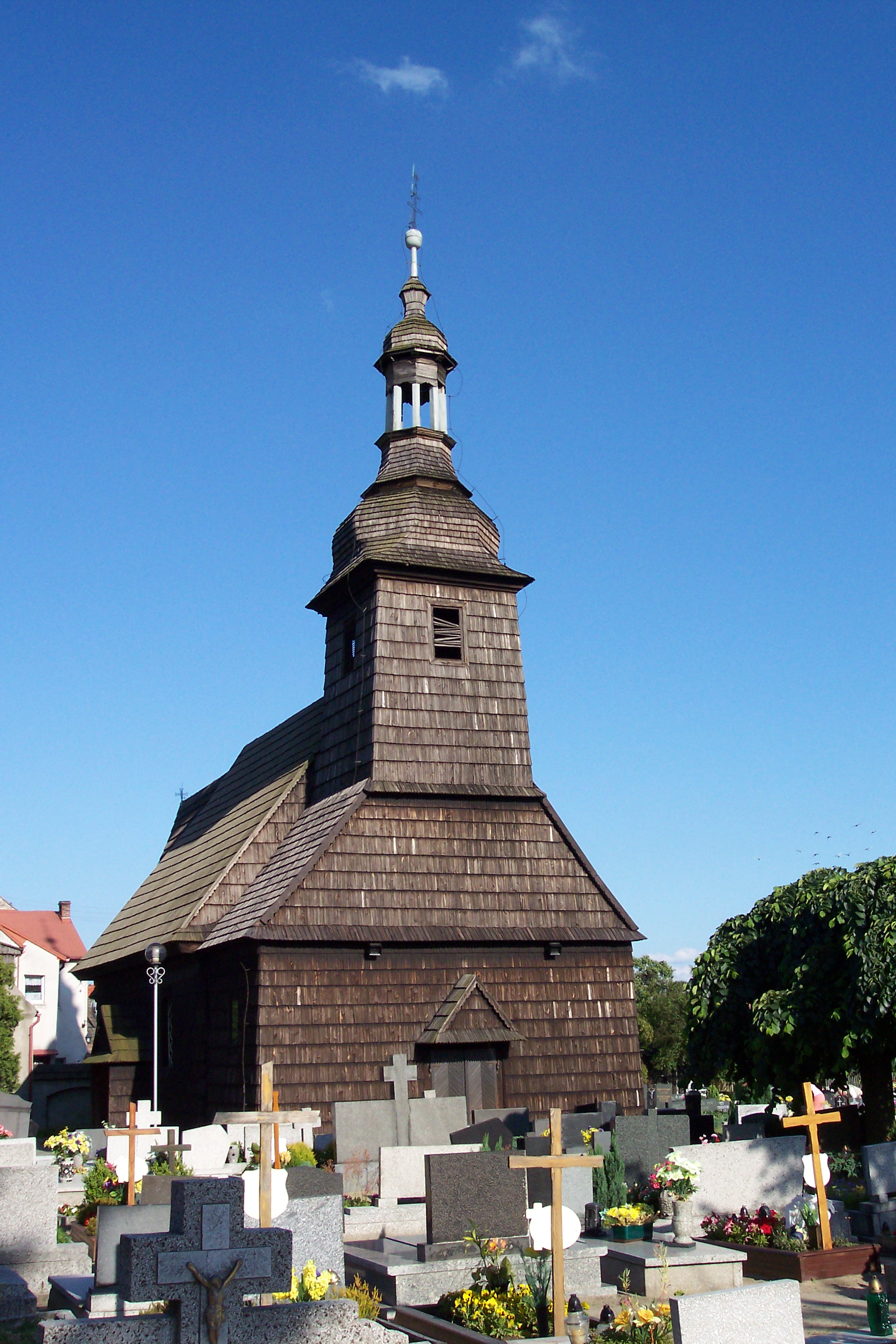
Schrotholzkirche St. Valentin

De geschiedenis van de plaats begint rond 1163 als het gebied deel wordt van het hertogdom Opole. De eerste vernoeming als Dobrosin dateert van het jaar 1279. Later werd dit Dobradin. In 1327 viel het dorp onder Bohemen. In 1384 kregen ze stadsrechten volgens het Magdeburger Recht. Het stadswapen dateert ook uit deze tijd. Samen met Bohemen behoorde de stad vanaf 1526 toe aan de Habsburgers. In 1574 werd de plaats Dobrodzin genoemd en in 1636 werd de Duitse naam Guttentag aangenomen.
In 1742 werd Guttentag een deel van Pruisen en in 1816 werd het ingedeeld in de Kreis Lublinitz, van het Silezische regeerdistrict Oppeln (Opole). In 1846 werd de stad getroffen door een grote brand die vele gebouwen verwoestte. In 1913 werd de stad aangesloten op het spoorwegennet. In het referendum van 1921 over aan welk land het wilde horen na de val van het Duitse Keizerrijk koos bijna 80% voor Duitsland. De Kreis Lublinitz had met nipte meerderheid ook voor Duitsland gekozen maar werd toch aan het nieuwe Polen toebedeeld. Guttentag bleef echter Duits en er kwam een nieuwe Kreis Guttentag.
In 1939 was de stad en omgeving het opmarsgebied voor de Duitse troepen voor de Poolse Veldtocht. Het einde van de Tweede Wereldoorlog begon voor de stad op 21 januari 1945 toen het Rode Leger de stad veroverde. Door besluit van de sovjet-bevelhebbers werd de stad met zijn 1050 overgebleven inwoners onder Pools bewind gezet. Een jaar later woonden er weer zo’n 3277 mensen in de stad. De Duitse naam werd weer verpoolst naar Dobrodzien. Op 12 oktober 1947 werd de heropgebouwde school weer geopend.
Voornamelijk in de landelijke gebieden van de stad bleef er een grote Duitse minderheid aanwezig. Volgens de Poolse volkstelling van 2002 is 25,3% Duits en 6,4% Silezisch. Op 4 juli 2008 werden de Duitse vertalingen van de plaatsnamen weer toegestaan en op 13 mei 2009 werd het Duits ingevoerd als tweede ambtstaal. Op 9 november 2009 werden in Guttentag en 24 deelgemeentes tweetalige naamborden geplaatst.

## Gemeenten
Dobrodzien/Guttentag is de hoofdplaats van de gelijknamige gemeente en is 162,84km² groot en omvat onderstaande deelgemeenten :
- Blachow / Błachów
- Bzinitz]/ Bzinica Stara met
  - Bonken/ Bąki
- Charlottenthal / Klekotna
- Ellguth-Guttentag / Ligota Dobrodzieńska
- Glowtschütz / Główczyce met
  - Zwoss / Zwóz
- Goslawitz / Gosławice
- Guttentag / Dobrodzień
- Heine / Kolejka
- Kotzuren / Kocury
- Makowtschütz / Makowczyce
- Mischline/ Myślina met
  - Dombrowitze/ Dąbrowica
  - Thursy / Turza
- Petershof / Pietraszów met
  - Lisczok/ Liszczok
- Pluder/ Pludry
- Rzendowitz/ Rzędowice met
  - Bziunkau / Bzionków
- Schemrowitz / Szemrowice
- Warlow / Warłów met
  - Malchow / Malichów
- Wilhelmshort / Bzinica Nowa

## Partnersteden
- Haan (Duitsland), sinds 2004